# Procatedral de Nuestra Señora de la Gracia (Praia)
La Procatedral de Nuestra Señora de la Gracia también llamada Catedral de  Nuestra Señora de la Gracia (en portugués: Pró-catedral Nossa Senhora da Graça) es el nombre que recibe un edificio religioso que pertenece a la Iglesia Católica y se encuentra ubicado en la plaza Alexandre Albuquerque, de la localidad de Praia, en el municipio de Praia de la isla de Santiago, parte del país africano de Cabo Verde.
El actual templo fue abierto el 15 de agosto de 1902, aunque la parroquia data de hace más de 400 años. Sigue el rito romano o latino y funciona como la sede de la diócesis de Santiago de Cabo Verde (Dioecesis Sancti Iacobi Capitis Viridis) que fue creada en 1533 mediante la bula "Pro excellenti praeeminentia" del papa Clemente VII. Esta bajo la responsabilidad pastoral del Cardenal Arlindo Gomes Furtado.
El Papa Juan Pablo II la visitó el 25 de enero de 1990.

## Véase también

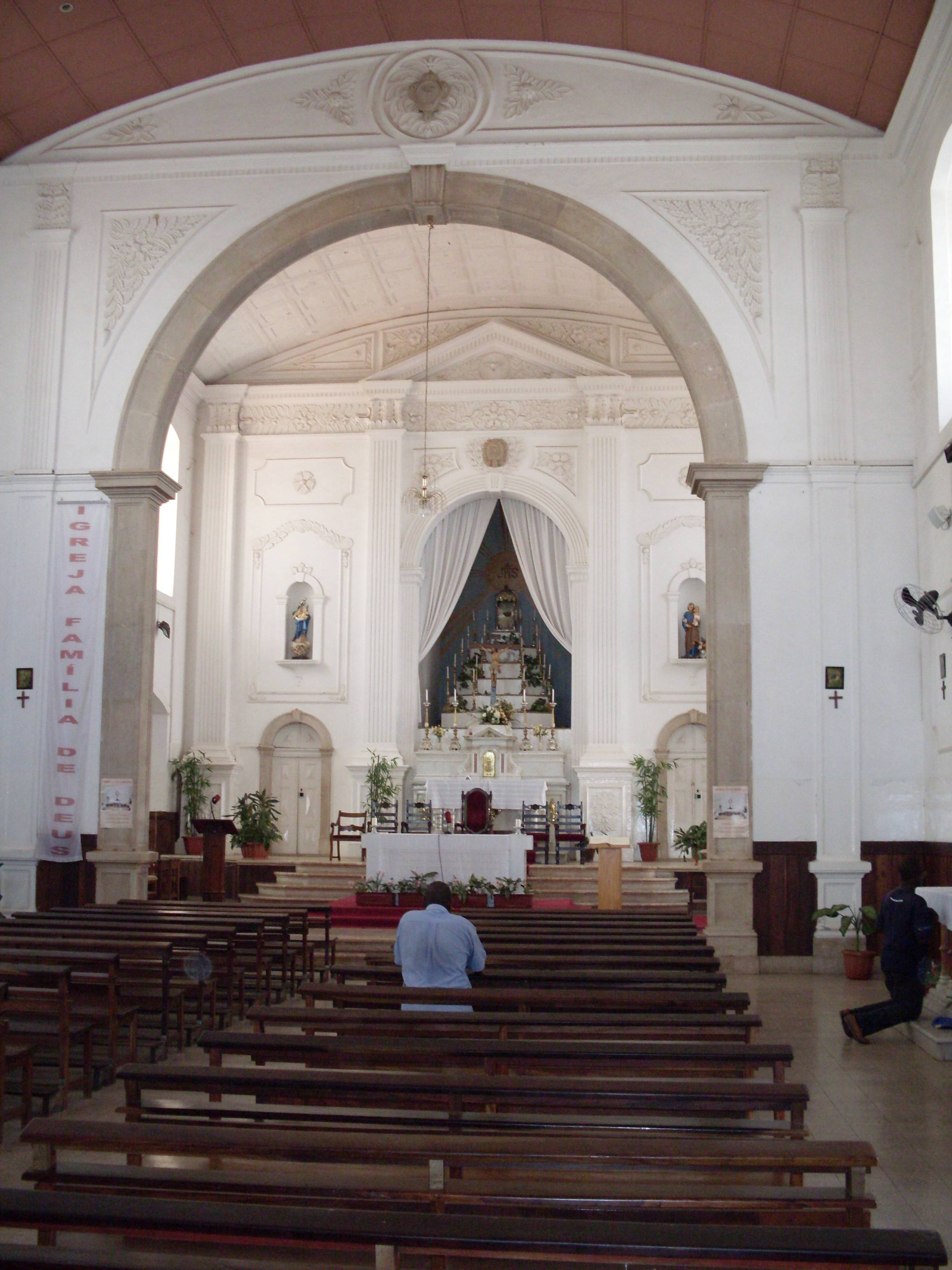
Vista interna